# Рудка (Сумський район)
Ру́дка — село в Україні, у Миколаївській селищній громаді Сумського району Сумської області. Населення становить 156 осіб. До 2016 орган місцевого самоврядування — Марківська сільська рада.

## Географія
Село Рудка розташоване на відстані 2 км від правого берега річки Сула. На відстані 1.5 км розташовані села Вилки (село ліквідоване у 2007 році) та Хутір.
По селу тече струмок, що пересихає, із загатою.

## Історія
- Село постраждало внаслідок геноциду українського народу, проведеного урядом СССР 1923—1933 та 1946–1947 роках.
- 12 червня 2020 року, відповідно до розпорядження Кабінету Міністрів України № 723-р «Про визначення адміністративних центрів та затвердження територій територіальних громад Сумської області», село увійшло до складу Миколаївської селищної громади[1].
- 19 липня 2020 року, в результаті адміністративно-територіальної реформи та ліквідації Білопільського району, село увійшло до складу новоутвореного Сумського району[2].

## Відомі люди
- Низовий Іван Данилович — український письменник, поет, прозаїк, публіцист, журналіст, редактор, громадський діяч, автор понад 100 збірок поезій, прози, публіцистики, перекладів, творів для дітей. Член Національної спілки письменників України.
- Онопрієнко Максим Федорович — новатор сільськогосподарського виробництва, завідувач молочнотоварної ферми колгоспу імені Сталіна хутора Рудки Марківської сільради Штепівського району Харківської (тепер — Сумської) області. Депутат Верховної Ради СРСР 1-го скликання.